# Kvarndammen (Tolgs socken, Småland)
Kvarndammen är en sjö i Växjö kommun i Småland och ingår i Mörrumsåns huvudavrinningsområde.